# KornShell
KornShell（コーンシェル、ksh）は、Unixシェルの一種であり、1980年代初期にベル研究所のデビッド・コーンが開発し、1983年7月14日のUSENIX年次大会で発表した。初期にはベル研究所の開発者マイク・ヴィーチとパット・サリヴァンも開発に関わり、それぞれ入力行編集モードのEmacsスタイルとviスタイルのコードを書いた。Bourne Shellに対して完全上位互換であり、コマンド履歴などのC Shellの機能の多くも取り入れている。彼はベル研究所内のユーザーの要望を受けてkshを開発したと言われている。

## 設計
KornShellは、POSIX.2 Shell and Utilities, Command Interpreter (IEEE Std 1003.2-1992) に準拠している。
従来のBourne shellとKornShellとの主な違いは次の通りである。
- ジョブコントロール（英語版）、コマンド・エイリアシング、コマンド履歴（英語版）といったC Shell由来の機能が追加されている。
- 対話モードで使用する場合、kshはコマンド行をWYSIWYG風の方法で編集することができる。カーソルを上に移動させるキー操作で以前入力したコマンド行を呼び出し、そのコマンド行をラインモードエディタを使うように編集できる。このときのキー操作はvi互換モードとemacs互換モードとXEmacs互換モードを選択できる。
- ksh93 では、連想配列や浮動小数点数演算機能が組み込まれている。

## 歴史
2000年まで、KornShellはAT&Tの権利保有するプロプライエタリソフトウェアであった。その後AT&T独自のライセンスの下でオープンソースとなり、2005年の 93q から Common Public License での配布となった。KornShellはAT&T Software Technology (AST) Open Source Software Collectionの一部として入手可能である。ks は当初AT&Tの商用ライセンスでしか入手できなかったため、オープンソースの代替実装がいくつも生まれた。その中には、パブリックドメインのpdksh、mksh、GNUプロジェクトのbash、zshなどが含まれる。
最初のKornShellであるksh88の機能がPOSIX.2 Shell and Utilities, Command Interpreter (IEEE Std 1003.2-1992) の元になっている。
ベンダーによっては古いksh88を/bin/kshとしていまだに使っているところもあり、独自に拡張している場合もある。ksh93は作者であるコーンがいまだに保守している。ksh93の後ろにアルファベット1文字をつけてバージョンを表しており、最新版はksh93u+である。その1つ前はksh93u、さらに前はksh93t+だった。バグ修正用の中間バージョンはこのバージョン文字列を変更せずにリリースされることもある。
デスクトップ用KornShellとされるdtkshはCDEの一部として配布されたksh93である。このバージョンではMotifウィジェットのシェルレベルでのマッピングを提供しており、Tcl/Tkとの対抗を意図していた。
最初のKornShellである ksh88 は、AIXバージョン4からAIXのデフォルトのシェルとされており、ksh93はそれとは別に用意されている。

## 派生
KornShellからの派生ソフトウェアを以下に示す。
- dtksh — ksh93からのフォーク。CDEの一部。
- tksh — ksh93からのフォーク。Tkウィジェット・ツールキットへのアクセスを提供。
- oksh — OpenBSD版KornShellのフォーク。GNU/Linuxでのみ動作。DeLi Linux（英語版）でデフォルトのシェルとして使われている。
- mksh — KornShellの自由ソフトウェア実装。MirOS BSD（英語版）で開発。
- SKsh — AmigaOS版KornShell。ARexx（英語版）との相互作用などAmiga固有の機能を提供している。
- MKS Korn shell — MKS社による商用実装。Microsoft Windows Services for UNIX (SFU) のバージョン2.0までで使われていた。デビッド・コーンによれば、1998年時点のMKS Korn ShellはKornShellと完全互換ではなかった[11][12]。SFUバージョン3.0でマイクロソフトはMKS Korn shellの代替として新たにPOSIX.2準拠のシェルをInterixの一部として導入した[13]。
- デビッド・コーンが開発したUWIN（英語版）はWindows上のUNIX互換パッケージで、KornShellも含まれている[14]。

## 私考文献
- Morris I. Bolsky; David G. Korn (1995). The new KornShell command and programming language. Prentice Hall PTR. ISBN 978-0-13-182700-4
- Safari G. corn, Sharfes J.  Rightsip ana Jeffeshr Aorn Ahe Low AornSholl—Ash13, Linux Journal, Issuers  18, Jary 1880